# Журнал Императорского Русского военно-исторического общества
Журна́л Импера́торского Ру́сского вое́нно-истори́ческого о́бщества (рус. дореф. Журналъ Императорскаго русскаго военно-историческаго общества) — периодическое издание по военной истории, выходившее в 1910—1914 гг. под эгидой Императорского Русского военно-исторического общества.

## История издания
Первоначально Императорское Русское военно-историческое общество было намечено издавать отдельные сборники исторических материалов и крупные исследования под названием «Труды Императорского Русского военно-исторического общества», но затем было признано желательным издавать параллельно с этими «Трудами» и периодический орган, названный «Журналом» общества. 22 ноября 1908 года совет утвердил положение о журнале и избрал его редактором своего сочлена, генерал-майора П. Н. Симанского. К изданию было предположено приступить с 1909 года, выпуская первоначально от 4 до 6 книг в год. В журнале были намечены отделы: а) исследования — преимущественно по первоисточникам; б) мемуары, записки, дневники и другие исторические документы; в) военно-историческая библиография, мелкие статьи и заметки и г) хроника деятельности общества и вообще текущих военно-исторических событий.
Осенью 1909 года П. Н. Симанский пригласил себе в помощники гвардии капитана Г. С. Габаева, и ими были начаты подготовительные работы. К началу 1910 года была выпущена 1-я книжка, затем в течение этого года было выпущено еще 4 книги, а в 1911 году их вышло уже 7 (всего в 12 книгах около 150 печатных листов). Научную обработку большей части материалов (вступления, приложения и тому подобное) принял на себя редактор, остальную часть — члены общества А. К. Баиов, М. Д. Поливанов и В. В. Жерве.
К концу 1911 году выяснилось, что журнал, печатавшийся в 1 тысячу экземпляров во всех отношениях изящно и художественно, обходится обществу слишком дорого. Отсутствие же рекламы и строго научный характер издания помешали быстрому и широкому его распространению (расходилось в год менее 100 экземпляров). Все это вместе с денежными затруднениями общества, вызванными полуторагодовой задержкой выдачи установленной субсидии, побудило совет временно прекратить издание журнала в его первоначальном виде, хотя в портфеле редакции осталось много неиспользованных интереснейших материалов. Взамен журнала постановлено издавать ежемесячный листок, посвященный вопросам текущей жизни общества и рассылать его бесплатно всем членам.
Новый орган общества сохранил название журнала, его формат и обложку. Он издавался под редакцией секретаря общества Д. П. Струкова и при участии редакционного комитета в составе: A. K. Баиова, В. В. Жерве, Н. М. Печенкина и Г. С. Габаева. Новый журнал выходил тетрадками в 1—2 печатных листа и давал сведения о деятельности совета, специальных разрядов и местных отделов и об исторических работах отдельных членов, а также военно-историческую хронику и библиографию; помещались и небольшие доклады, и был заведён отдел вопросов и ответов.